# Вартазаров, Михаил Артёмович
Михаил Артёмович Вартазаров (5 сентября 1948, Моршанск, Тамбовская область — 11 сентября 2002, Ташкент) — советский футболист, нападающий.

## Биография
Михаил Вартазаров родился 5 сентября 1948 года в городе Моршанск Тамбовской области.
Играл в футбол на позиции нападающего. Начал карьеру в классе «Б», в котором в 1967 году играл за рязанский «Спартак», а в 1968—1969 годах — за коломенский «Авангард». В составе коломенцев за два сезона провёл 63 матчей, забил 19 мячей. В 1970 году вернулся в «Спартак», где был одним из ведущих игроков, сыграв 33 матча в классе «Б» и забив 15 голов. Также провёл 1 поединок на позиции вратаря, пропустил 3 мяча.
В 1971 году перешёл в ташкентский «Пахтакор», в составе которого провёл 2 матча в высшей лиге. Также выступал за дубль «Пахтакора», забил 6 мячей.
По ходу сезона перебрался в «Зарафшан» из Навои, провёл 20 матчей во второй лиге, забил 2 гола.
В 1972—1973 годах выступал на том же уровне за рязанский «Спартак», провёл за два года 63 матча, забил 19 голов.
В 1974 году защищал цвета смоленской «Искры».
В 1976—1977 годах работал начальником команды в «Амударье» из Нукуса, в 1980—1988 годах — администратором «Пахтакора».
В 1983 году судил матчи второй лиги в качестве помощника главного арбитра.
В дальнейшем работал администратором «Навбахора» из Намангана и сборной Узбекистана.
В 2001 году был начальником команды сочинской «Жемчужины».
Умер 11 сентября 2002 года в узбекистанском городе Ташкент.

## Семья
Отец — Артём Абелович Вартазаров (1922—1998), советский футболист.